# Маздрача
Маздрача (мак. Маздрача) — річка в Македонії, ліва притока Вардару.

## Гідрографічні особливості
Є однією з найбільших і перших лівих приток Вардару в долині Полог. Бере початок у місцевості Венець, у південній частині Шар-Планини в масиві під вершинами Мала та Велика Враца, на висоті 2250 метрів, і впадає у Вардар навпроти села Волковія на висоті 470 метрів над рівнем моря. Довжина становить 24,5 кілометра, а перепад висот — 1780 метрів. Площа водозбірного басейну становить 140 км2.

## Галерея

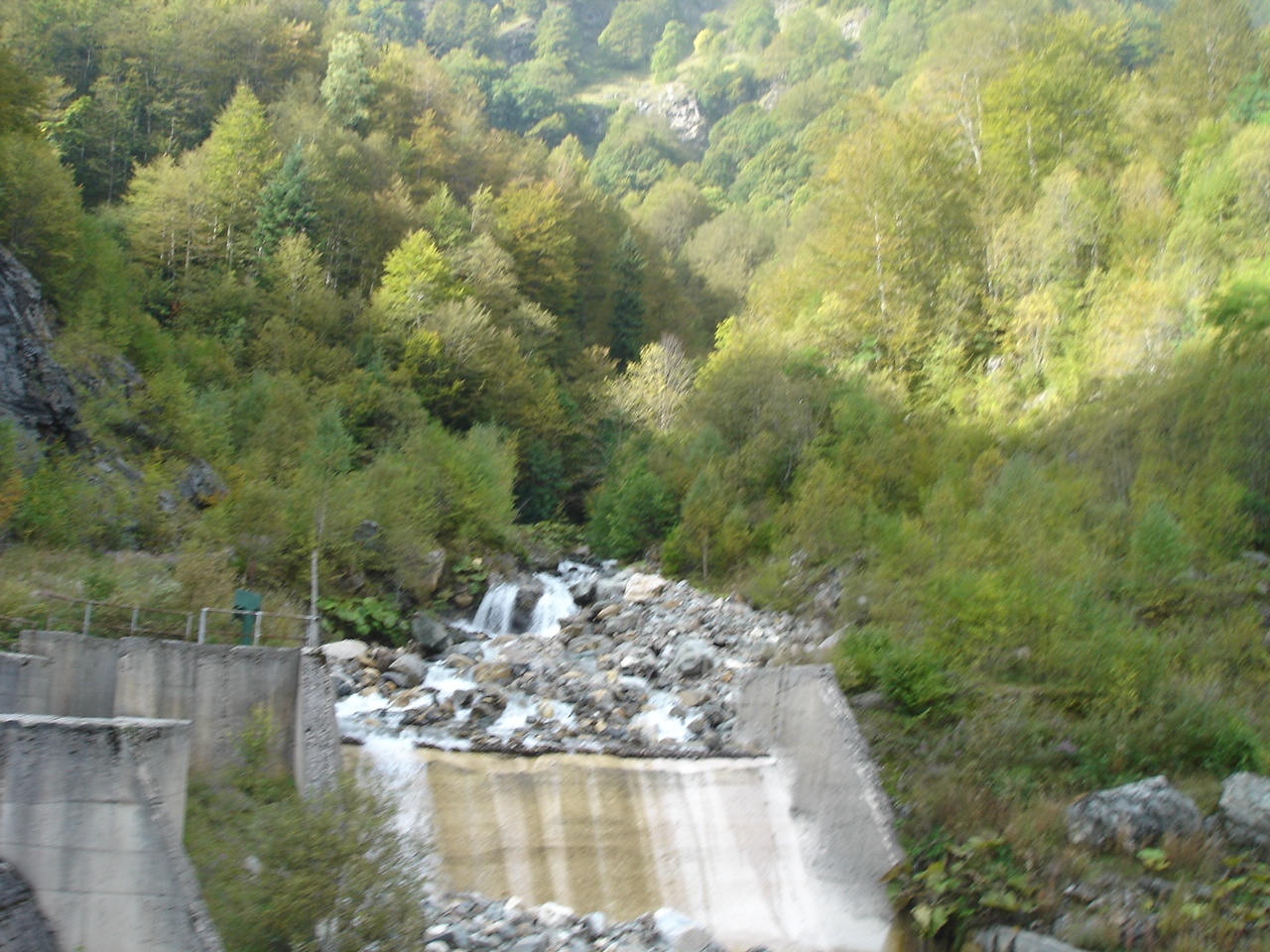
Потік річки Маздрача через гідроелектростанцію "Шарські води"
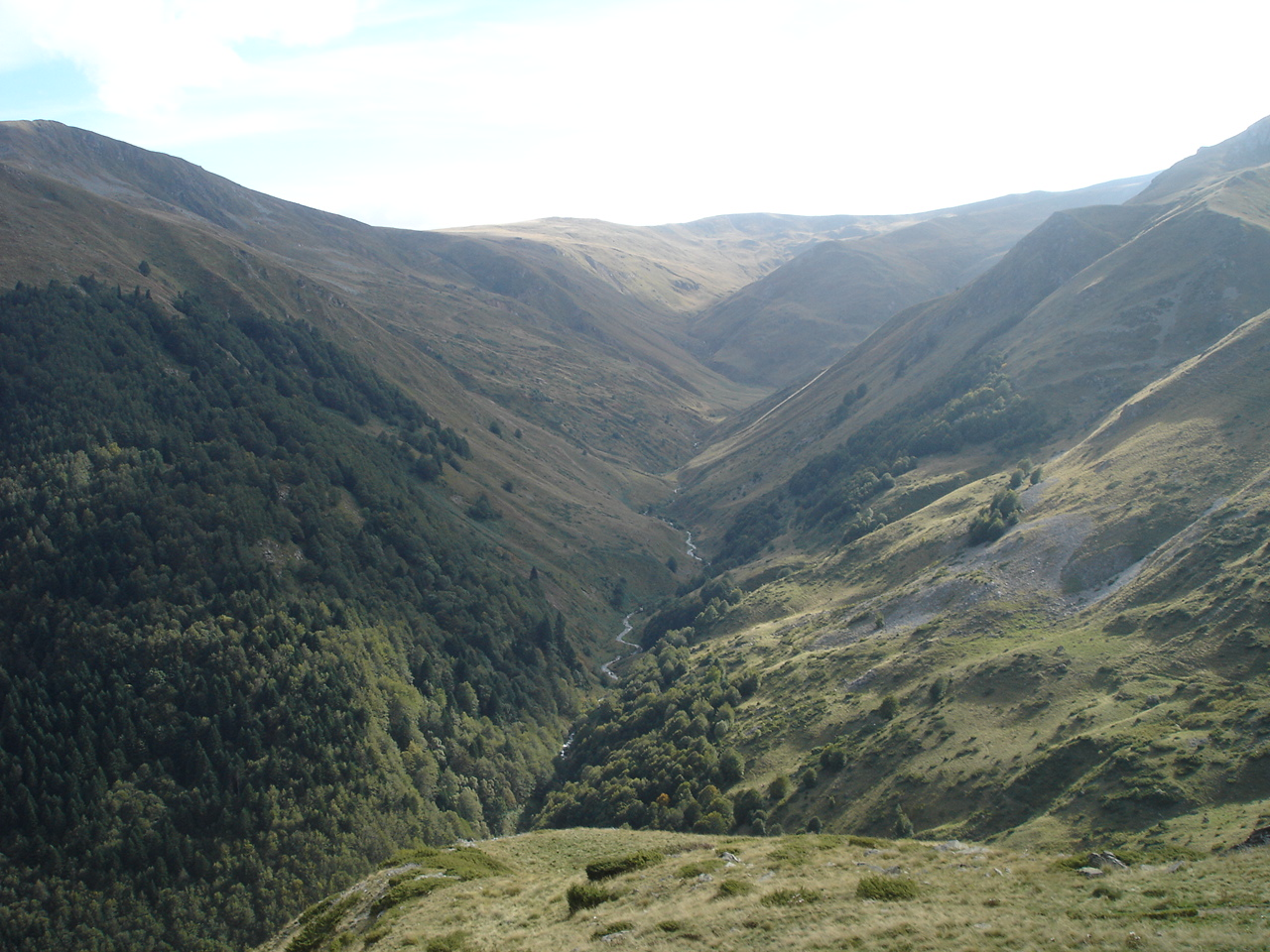
Течія Маздрачі у витоках високо в горах Шар-Планини
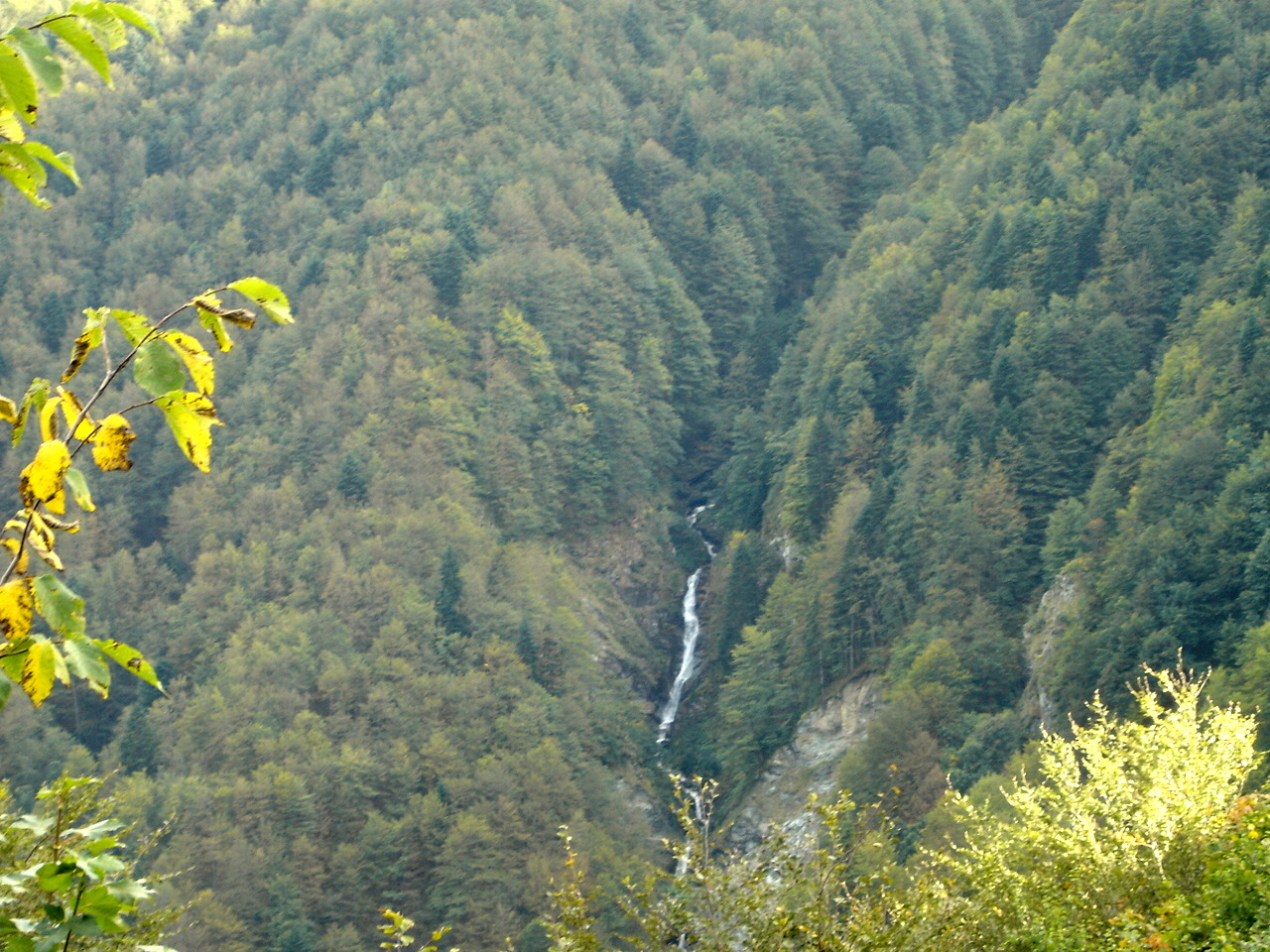
Водоспад на невеликій притоці Демірова-Ріка, безпосередньо перед злиттям з річкою Маздрача